# Mamisonský průsmyk
Mamisonský průsmyk (gruzínsky მამისონის უღელტეხილი, osetsky Мамысоны æфцæг, rusky Мамисонский перевал) je vysokohorský průsmyk na Hlavním kavkazském hřebeni. Prochází jím státní hranice mezi Gruzií (resp. separatistickým státem Jižní Osetie) a Ruskem (republika Severní Osetie-Alanie). Sedlo se nachází v nadmořské výšce 2911 m a protéká jím řeka Čančachi. Průsmykem vede Osetská vojenská silnice z Alagiru do Kutaisi, otevřená v roce 1897.
O strategický průsmyk se vedly boje za druhé světové války i za války v Jižní Osetii v roce 2008, kdy lokalita přešla pod společnou kontrolu Rusů a Jihoosetinců. V důsledku konfliktu je silnice přes průsmyk pro civilní provoz uzavřena.